# Ирина Комнина Палеологина
Ирина Комнина Палеологина (грчки: Εἰρήνη Κομνηνή Παλαιολογίνα; 1218 – 1284), после 1261. године, позната по монашком имену Евлогија (Ευλογια), била је старија сестра византијског цара Михаила VIII Палеолога. Првобитно блиска цару, њено противљење Унији цркава 1273. године, довело је до њиховог отуђења, па чак и до интрига Ирене против цара Михаила VIII у које су умешани страни владари. Као резултат тога, била је затворена до краја његове владавине. После Михаилове смрти, охрабрила је цара Андроника II Палеолога да одбаци Унију.

## Живот
Ирена је рођена око 1218. године, као друга ћерка мега доместика Андроника Палеолога и Теодоре Анђел Палеолог. Око 1240. године, удала се за Јована Кантакузина Комнина Анђела, који је умро нешто пре 1257. године. После мужевљеве смрти, Ирина се замонашила и примила монашко име Евлогија. Не зна се када се то тачно догодило, али је она постала монахиња до 1261. године.
Ирена је била блиска са својим млађим братом царем Михаилом VIII Палеологом, на кога је имала велики утицај. Историчар Георгије Пахимер извештава о томе како је она уверавала Михаила да ће он бити будући цар који ће повратити Константинопољ од Латинског царства; 1261. године, она му је донела вест о томе да је ослобођен Цариграда.
Пахимер такође наглашава Иренин политички утицај, укључујући и питање легитимног цара, младог цара Јована IV Ласкариса. Да би заштитила права Михаиловог сина, Андроника II Палеолога, Ирена је наговарала свог брата да цара Јована IV Ласкариса потпуно уклони са власти. Цар Јован IV Ласкарис је на крају био ослепљен. Такође је играла улогу у осрамоћењу и каснијем ослепљењу генерала Јована Макрена. Удаја њене ћерке Марије за бугарског владара цара Константина I Тиха Асена 1268/69. године, додатно је ојачала њену политичку позицију.
Међутим, она је одбацила Михаилово прихватање Уније цркава 1273. године, и постала је вођа антиунионистичке фракције на двору. Њен однос са братом претворио се у огорчено непријатељство. Цар Михаило VIII ју је протерао у тврђаву Грегорија у Никомедијском заливу. Непријатељство између њих двоје је било такво, да је после Михаилове смрти Ирина забранила његовој удовици царици Теодори да се моли за њега. Ирена такође није оклевала да укључи свог зета у антиунионистичку странку: уз помоћ своје ћерке подстакла је цара Константина I Тиха против цара Михаила VIII, па чак и безуспешно покушала да склопи савез против Византије између Бугарске и Мамелучког султаната.
Након што је цар Михаило VIII умро 1282. године, цар Андроник II Палеолог је одбацио Унију, делимично захваљујући утицају своје тетке. Ирена је умрла почетком децембра 1284. године.

## Породица
Ирининог мужа Јована Кантакузина Комнина Анђела, Доналд Никол поистовећује са пинкерном Јованом Кантакузином. Позната деца овог пара су:
- Теодора, која се први пут удала за Ђорђа Музалона, а други пут за Јована Раула Петралифа;
- Марија, жена бугарског цара Константина I Тиха Асена;
- Ана, жена деспота Нићифора I Комнина Дуке;
- Евгенија, жена генерала Сиргијана и мајка Сиргијана Палеолога;
- могућа пета ћерка, непознато име, која се удала за Теодора Музалона.